# Saltön
Saltön är en svensk tv-serie i dramakomisk form på SVT 2005–2017. Den har manus och regi av Carin Mannheimer och är baserad på Viveca Lärns romaner om folket på den fiktiva ön Saltön. De sju romanerna är uppdelade på fyra säsonger.
De första tre säsongerna sändes mellan 2005 och 2010 och den fjärde säsongen sändes sju år senare, 2017.

## Handling
Serien utspelar sig på den idylliska ön Saltön i Bohuslän. Hit kommer den unga änkan Sara för att börja ett nytt liv. Hon lär snart känna öns färgstarka invånare, bland andra den mystiske biodlaren MacFie som hon inleder ett förhållande med. Här finns Johanna som lever ensam med sin son Magnus. Efter att Magnus förälskar sig i bibliotekarien Hans-Jörgen börjar även Johanna se sig om efter en ny kavaljer. 
Karl-Erik Månsson är Saltöns starke man, chef för konservfabriken. Han är gift med den unga Kristina som ångrar äktenskapet.
På Saltön finns även den dystra tobakshandlaren Tomas Blomgren och hans överviktiga fru Emily som gör uppror och lämnar sin man för att starta ett nytt liv.

## Produktion och mottagande

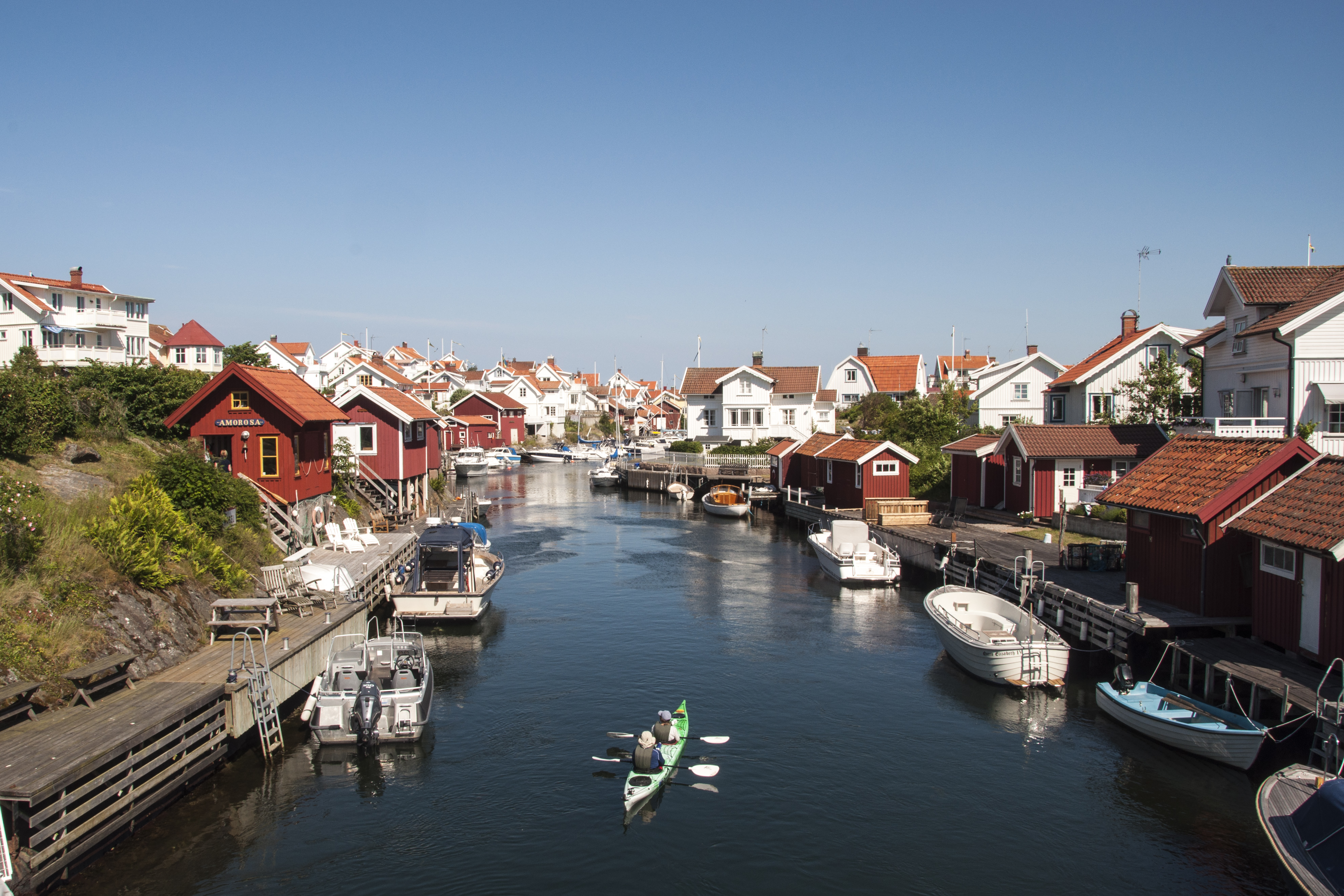
Kanalen i Grundsund

Serien är inspelad på olika platser i Lysekils kommun. Exteriörbilderna samt utomhus- och inomhusscenerna är inspelade i Grundsund. Blomgrens Tobak som idag är Hotell Villa Lönndal var en av huvudplatserna vid inspelningen som bostad till Johanna samt tobaksaffären Blomgrens. En del filmscener har spelats in i Rågårdsvik och Fiskebäckskil.
De första fem avsnitten av Saltön sändes i februari–mars 2005 och blev en stor publikframgång. Kritiken var dock lite blandad, ”Saltkråkan för vuxna” skrev någon recensent. Ytterligare fyra avsnitt började sändas i januari 2007. Säsong tre började sändas i mars 2010. I augusti 2017 hade den fjärde säsongen premiär.

## Andra Saltö och Saltön
Nordväst om Lysekil, nära Stora Kornö, ligger Saltö. En ö med samma namn finns även i Strömstads kommun, väster om Tjärnö. En annan svensk TV-serie i skärgårdsmiljö är Skärgårdsdoktorn; dess fiktiva Saltö ska dock ligga i Stockholms skärgård.
Saltö är även en ö i Karlskrona skärgård.

## Rollista (urval)[6][7]
| Karaktär               | Skådespelare         | Avsnitt      | Säsong |
| ---------------------- | -------------------- | ------------ | ------ |
| Tomas Blomgren         | Tomas von Brömssen   | 1–17         | 1–4    |
| Emily Blomgren         | Anki Larsson         | 1–17         | 1–4    |
| Johanna Karlsson       | Ulla Skoog           | 1–7, 9–17    | 1–4    |
| Sara                   | Hanna Bogren         | 1–13         | 1–3    |
| William MacFie         | Per Myrberg          | 1–12         | 1–3    |
| Getrud MacFie          | Eva Funck            | 10–14        | 3–4    |
| Klasse                 | Kjell Wilhelmsen     | 1–13         | 1–3    |
| Kjell-Albert "Kabben"  | Dag Malmberg         | 1–17         | 1–4    |
| Lotten                 | Jill Ung             | 1–17         | 1–4    |
| Orvar                  | Tommy Andersson      | 1–9          | 1–2    |
| Doktor Julius Schenker | Anders Nyström       | 1–7          | 1–2    |
| Magdalena Månsson      | Lena Brogren         | 1–5          | 1      |
| Magdalena Månsson      | Karin Ekström        | 6–7          | 2      |
| Celine                 | Birgit Carlstén      | 4–5, 8–9, 13 | 1–3    |
| Tommy                  | Johan Wahlström      | 6–13         | 2–3    |
| Ostronfiskaren Bengt   | Claes Malmberg       | 10–17        | 3–4    |
| Ludvig                 | Erik Årman           | 13–14        | 3      |
| Karl-Erik Månsson      | Jan Holmquist        | 1–3          | 1      |
| Kristina Månsson       | Lisa Werlinder       | 1–4          | 1      |
| Lizette Månsson        | Charlotta Jonsson    | 3–9          | 1–2    |
| Ragnar                 | Thomas Nystedt       | 2–4          | 1      |
| Britta                 | Doris Funcke         | 3-5, 7-8     | 1-2    |
| Christer               | Mikael Rahm          | 2–9          | 1–2    |
| Phlip O´don            | Erik Ståhlberg       | 4–17         | 1–4    |
| Allan                  | Kola Krauze          | 14–17        | 4      |
| Tone                   | Amalia Holm          | 14–17        | 4      |
| Leo                    | Nils Närman Svensson | 15–17        | 4      |
| Amir                   | Hassan Brijany       | 10–13        | 3      |
| Melika                 | Caroline Rauf        | 10–13        | 3      |
| Sakine                 | Leila Berjaoui       | 10–13        | 3      |
| Fredberg               | Evert Lindkvist      | 1–17         | 1–4    |
| frisören               | Per Elam             | 1–13         | 1–3    |
| veteranen Olsson       | Anders Lönnbro       | 1–9          | 1–2    |
| Baskermannen Henry     | Carl Harlén          | 1–17         | 1–4    |
| Greta                  | Mona Malm            | 6–7          | 2      |
| Greta                  | Inger Hayman         | 10–13        | 3      |
| Denise                 | Siw Erixon           | 10–11, 13    | 3      |
| Gunhild                | Marie Robertson      | 10–13        | 3      |
| Odd                    | Daniel Gustavsson    | 8–13         | 2–3    |
| Magnus                 | Jonatan Rodriguez    | 1–9          | 1–2    |
| Hans-Jörgen            | Mats Blomgren        | 1–9          | 1–2    |
| Roger                  | Claes Ljungmark      | 15–17        | 4      |
| Holger                 | Claes Månsson        | 14–17        | 4      |
| Dolly                  | Sharon Dyall         | 14–17        | 4      |
| Karin                  | Gunnel Fred          | 14–17        | 4      |
| Sandro                 | Lars Väringer        | 14–15, 17    | 4      |

## Källhänvisningar
1. ↑  ”Salton (2005)”. Svensk Filmdatabas. Läst 7 augusti 2014.
2. ↑  ”Saltön (2005) – Inspelningsplatser”. Svensk Filmdatabas. Läst 7 augusti 2014.
3. ↑  Karta-Lysekils kommun Arkiverad 19 augusti 2014 hämtat från the Wayback Machine.
4. ↑  Lysekils kommun: Kulturhistoriskt värdefulla miljöer/Saltö Arkiverad 25 mars 2016 hämtat från the Wayback Machine.
5. ↑  Strömstads kommun: Naturreservatet Saltö Arkiverad 19 augusti 2014 hämtat från the Wayback Machine.
6. ↑  Saltön (2005) – Medverkande. Svensk Filmdatabas. Läst 7 augusti 2014.
7. ↑  ”Saltön (TV Series 2005–2017) - Full cast & crew - IMDb” (på amerikansk engelska). https://www.imdb.com/title/tt0439393/fullcredits/. Läst 18 juli 2025.